# Pieni Laklemijärvi
Pieni Laklemijärvi är en sjö i Finland. Den ligger i kommunen Enare i landskapet Lappland, i den norra delen av landet, 1 000 km norr om huvudstaden Helsingfors. Pieni Laklemijärvi ligger 148,8 meter över havet. Arean är 59,7 hektar och strandlinjen är 4,53 kilometer lång. Sjön  ingår i Pasvik älvs huvudavrinningsområde. 